# Antoine Dupont
Antoine Dupont (15 de novembro de 1996) é um jogador de rugby francês, que joga na posição de scrum-half.
Dupont ganhou o prêmio de Jogador do Ano do World Rugby Men's 15s em 2021 e três Jogador do Campeonato das Seis Nações, o maior número de um jogador francês. Ele ganhou oito troféus importantes em sua carreira, incluindo quatro títulos Top 14, duas Taça dos Campeões Europeus de Rugby, o Grand Slam do Campeonato das Seis Nações e o SVNS de 2023–24.

## Carreira
Em 2014, Dupont se juntou ao Castres no Top 14 após o rebaixamento do Auch na temporada 2013-14 do Rugby Pro D2. Em novembro de 2016, o Stade Toulousain anunciou o recrutamento de Dupont para a temporada 2017-18. Em 2019, Dupont venceu o Top 14 com o Toulouse após derrotar o Clermont Auvergne por 24-18 na final de 2018-19. Em maio de 2021, Dupont venceu a Taça dos Campeões Europeus de Rúgbi com o Toulouse após derrotar o La Rochelle por 22-17 na final de 2020-2021. Como capitão, ele levantou o troféu após o apito final. No mesmo ano, o Toulouse completou a dobradinha nacional e europeia vencendo o Top 14 pela 2ª vez, derrotando o La Rochelle por 18-8 na final.
Em 2016, Dupont foi selecionado para a seleção francesa sub-20 para o Campeonato Mundial de Rugby Sub-20 de 2016. Ele foi uma das estrelas do torneio, marcando 36 pontos, incluindo 5 tries. Ele foi selecionado para capitanejar o time de 34 homens da França, que sediou a Copa do Mundo de Rúgbi de 2023. Também foi convocado como um dos doze jogadores da seleção nacional para os Jogos Olímpicos de Verão de 2024.